# Цвете скелет
Цветето скелет (Diphylleia grayi) е вид цъфтящо растение от семейство Berberidaceae. То е родом от Япония, описано за първи път от Фридрих Шмид.

## Разпространение
Разпространено е в Азия, централните и северните райони на Япония, остров Сахалин и части на Северна Америка.

## Описание
Цветето има бели венчелистчета, които стават прозрачни при контакт с вода, а при изсъхване възвръщат предишния си бял пигмент. Поради това свойство растението носи името си.
Растението расте сравнително бавно, като достига до 40 см височина и се разпространява до 1 m ширина. Листата му са големи, широки, дълги около 20 – 25 см. Цъфти в края на май – юни. Съцветието е с форма на чадър, с до 8 – 12 бели, малки цветя до 2 см в диаметър. Плодът е тъмносиньо зрънце, подобно на боровинките, който узряват през август.

## Галерия
- С цвят
- С плодове